# Pneumora
Pneumora is een geslacht van rechtvleugeligen uit de familie Pneumoridae. De wetenschappelijke naam van dit geslacht is voor het eerst geldig gepubliceerd in 1775 door Thunberg.

## Soorten
Het geslacht Pneumora  is monotypisch en omvat slechts de volgende soort:
- Pneumora inanis (Fabricius, 1775)